# Farkhān-e Shāhrāh
Farkhān-e Shāhrāh är en ort i Iran.   Den ligger i provinsen Khorasan, i den nordöstra delen av landet, 600 km öster om huvudstaden Teheran. Farkhān-e Shāhrāh ligger 1 331 meter över havet och antalet invånare är 768.
Terrängen runt Farkhān-e Shāhrāh är platt åt nordost, men åt sydväst är den kuperad.Runt Farkhān-e Shāhrāh är det ganska glesbefolkat, med 38 invånare per kvadratkilometer. Närmaste större samhälle är Qūchān, 4,4 km nordväst om Farkhān-e Shāhrāh. Omgivningarna runt Farkhān-e Shāhrāh är i huvudsak ett öppet busklandskap.